# Cydia albimaculana
Cydia albimaculana es una especie de polilla del género Cydia, tribu Grapholitini, familia Tortricidae. Fue descrita científicamente por Fernald en 1879.
La envergadura es de unos 11,5-13,5 milímetros. Se distribuye por América del Norte: Estados Unidos.